# Paul Walther (Schauspieler)
Paul Walther (* 1979 in Berlin) ist ein deutscher Schauspieler.

## Leben
Paul Walther absolvierte von 2004 bis 2008 seine Schauspielausbildung an der Hochschule für Schauspielkunst „Ernst Busch“ in Berlin. Noch während seines Studiums und nach seinem Studienabschluss folgten in den Jahren 2007/2008 mehrere Gastengagements am Maxim Gorki Theater in Berlin.
Ab der Spielzeit 2009/10 war er bis 2013 als festes Ensemblemitglied am Volkstheater Rostock engagiert. Dort trat er u. a. als Valère in Tartuffe (2009), als Phileas Fogg in In 80 Tagen um die Welt (2010), Jack Chasney in Charleys Tante (2011; Regie: Peter Kube), als Major Crampas in Effi Briest (2011; Regie: Matthias Brenner) und als Graf Paris in Romeo und Julia (2011; Regie: Christine Hofer).
Seit 2013 arbeitet Walther als freischaffender Schauspieler. Er hatte seither  Gastengagements u. a. am Theater Baden-Baden (2014; als Lysander in Ein Sommernachtstraum, Regie: Piet Drescher), am Vorarlberger Landestheater (2014, als Leonardo in Bluthochzeit, Regie: Sigrid Herzog), bei den Bad Hersfelder Festspielen (2015) und beim Theater unterm Dach in  Berlin (2016). In der Spielzeit 2017/18 war Walther als Gast am Mainfranken Theater Würzburg engagiert. Er spielte dort u. a. den Sebastian in Was ihr wollt. Seit 2017 tritt er mit der Compagnie de Comédie Rostock auf. In der Spielzeit 2018/19 ist er als Gast am Volkstheater Rostock engagiert, wo er u. a. im Weihnachtsmärchen Die Schneekönigin von Amina Gusner (nach Motiven von Hans Christian Andersen) auftrat und in Erich Kästners Politkomödie Die Schule der Diktatoren spielt.
Walther arbeitete auch für verschiedene Film- und Fernsehprojekte. Er wirkte in mehreren Kurzfilmen (u. a. unter der Regie von Karoline Herfurth) mit und übernahm Nebenrollen in einigen Kinofilmen. Sein Fernsehdebüt hatte er in der ZDF-Krimireihe Wilsberg. In der Episode Der Mann am Fenster (Erstausstrahlung: April 2009), spielte er den charmanten Sportstudenten und Barkeeper Manuel, einen Mandanten der Anwältin Alex Holtmann (Ina Paule Klink), der seine Tatbeteiligung an einem schweren Verkehrsunfall zu verschleiern sucht. Im September 2015 war er in der ZDF-Serie Küstenwache in einer Episodenhauptrolle zu sehen. In der 13. Staffel der TV-Serie Notruf Hafenkante (2019) spielt Walther eine der Episodenhauptrollen als Computerladenbesitzer Peter Sievers, der sich mittels Cybermobbing an der Polizei rächen will.
Walther lebt in Berlin.

## Filmografie (Auswahl)
- 2009: Wilsberg: Der Mann am Fenster (Fernsehreihe)
- 2009: Heute keine Entlassung (Fernsehfilm)
- 2012: Mittelkleiner Mensch (Kurzfilm)
- 2014: Rico, Oskar und die Tieferschatten (Kinofilm)
- 2014: Reina (Kurzfilm)
- 2015: Traumfrauen (Kinofilm)
- 2015: Küstenwache: Sander in der Falle (Fernsehserie)
- 2016: SMS für Dich (Kinofilm)
- 2016: SOKO Leipzig: Vermisstes Kind (Fernsehserie)
- 2019: Notruf Hafenkante: Cybermobbing (Fernsehserie)
- 2022: Einfach mal was Schönes
- 2023: SOKO Wismar: Tod einer Hebamme (Fernsehserie)